# Аеронаис
Аеронаис је нова авио-компанија у Србији, чији је матични аеродром нишки аеродром Константин Велики. Предвиђен је почетак комерцијалних летова за 2007. годину ка и од Ниша.
Компанија чека дозволу града и Директората цивилног ваздухопловства за почетак летова.

## Општи подаци
Компанију је основала 2004. године група локалних инвеститора.
Планирана је набавка 2 летелице Боинг 737.